# Afroneta elgonensis
Afroneta elgonensis är en spindelart som beskrevs av Merrett 2004. Afroneta elgonensis ingår i släktet Afroneta och familjen täckvävarspindlar.
Artens utbredningsområde är Kenya. Inga underarter finns listade i Catalogue of Life.